# Heinrich Klages
Heinrich Klages (* 14. Juni 1875 in Harlingerode; † 28. März 1969) war ein deutscher Unternehmer.

## Werdegang
Heinrich Klages besuchte das Realgymnasium Goslar und absolvierte seine berufliche Ausbildung in Sägewerken und Holzhandlungen im Harz, in Kassel und in Hamburg.
Er war Geschäftsführer der Harzer Sägewerke GmbH in Wernigerode, Vorstand der AG für Holzhandel und Holzindustrie in Bad Harzburg sowie stellvertretendes Mitglied des Verwaltungsrates der Braunschweigisch öffentlichen Mobiliarversicherungs-Anstalt und Lebensversicherungs-Anstalt. Zudem wirkte Klages als Vorsitzender der Arbeitgeberverbände der Harzer Holzindustrie und des Vereins der Holzindustriellen im Harzgebiet.
Klages war Alleininhaber der Firma H. Klages zu Harlingerode im Harz, einer Holzhandlung, Hobelwerken und Sägewerken in Harlingerode sowie Annaberg, Kreis Ratibor in Oberschlesien und Calvörde im Braunschweigischen.

## Weitere Funktionen
Klages war bis 1906 Geschäftsführer der Ziegelei Bündheim, GmbH und bis 1915 Prokurist der Druckpapierfabrik Oker GmbH in Oker.
Klages war überdies 1920 im Paper Makers’ Directory of All Nations verzeichnet.

## Privates
Klages Großvater Johann und sein Vater Heinrich hatten die Firma begründet.
Klages war verheiratet und hatte drei Kinder; ein Sohn war der Wissenschaftler Friedrich Klages.